# ブルク＝ロイラント
ブルク＝ロイラント（ドイツ語: Burg-Reuland）は、ベルギーのリエージュ州、またドイツ語共同体に属する基礎自治体である。面積は108.96 km²で、2006年1月1日時点での人口は3,903人、人口密度は36人/km²である。

## 概要
ブルク＝ロイラントはロイラント城の意であり、城は市の中心部に位置している。
ドイツ語共同体の一自治体であり、ドイツ、ルクセンブルクとの三重点がこの町の中のオウレン村落の近くのオウル川に存在する。

## 観光地
- ロイラント城